# شيرلي غوردون
شيرلي غوردون هي واثبة عالي كندية، ولدت في 10 أبريل 1927 في فانكوفر في كندا.

## وصلات خارجية
- شيرلي غوردون على موقع أوليمبيديا (الإنجليزية)
- شيرلي غوردون على موقع اتحاد ألعاب الكومنولث (مؤرشف) (الإنجليزية)